# Faicel Jaballah
Faïcel Jaballah (ar. فيصل جاب الله; ur. 1 maja 1988) – tunezyjski judoka. Dwukrotny olimpijczyk. Zajął dziewiąte miejsce w Londynie 2012 i dziewiętnaste w Rio de Janeiro 2016. Walczył w wadze ciężkiej.
Brązowy medalista mistrzostw świata w 2013; siódmy w 2011; uczestnik zawodów w 2008, 2014, 2015, 2017 i 2018. Startował w Pucharze Świata w latach 2008 i 2011-2017. Brązowy medalista igrzysk śródziemnomorskich w 2013 i 2018. Wygrał igrzyska afrykańskie w 2011 i 2015; trzeci w 2019. Wicemistrz igrzysk wojskowych w 2011. Zdobył dwa medale na igrzyskach panarabskich w 2011. Wicemistrz igrzysk frankofońskich w 2009. Szesnastokrotny medalista mistrzostw Afryki w latach 2009 - 2021.

## Letnie Igrzyska Olimpijskie 2012
| Konkurencja | Eliminacje                | Eliminacje          | Klas. końcowa |
| Konkurencja | Przeciwnik I              | Przeciwnik II       | Miejsce       |
| ----------- | ------------------------- | ------------------- | ------------- |
| +100 kg     | Jerżan Szynkiejew (KAZ) Z | Teddy Riner (FRA) P | 9.            |

## Letnie Igrzyska Olimpijskie 2016
| Konkurencja | Eliminacje        | Klas. końcowa |
| Konkurencja | Przeciwnik I      | Miejsce       |
| ----------- | ----------------- | ------------- |
| +100 kg     | Barna Bor (HUN) P | 19.           |